# Sinnamary
Sinnamary ist eine französische Gemeinde mit 2801 Einwohnern (Stand 1. Januar 2022) im Übersee-Département Französisch-Guayana an der Atlantikküste in Südamerika.

## Geografie
Sinnamary liegt am gleichnamigen Fluss Sinnamary nahe der Atlantikküste im Norden Französisch-Guayanas, 112 km nordwestlich von Cayenne und 63 km von Kourou. Im Norden grenzt Sinnamary an den Atlantik, im Osten an Kourou, im Süden an Saint-Élie und im Westen an Iracoubo. Der höchste Punkt bildet mit 355 m der Plomb im Süden des Gemeindegebietes. An der Grenze zu Saint-Élie befindet sich zudem der Petit-Saut-Staudamm, dessen Energieerzeugung reicht, um einen großen Teil von Französisch-Guayana mit Strom versorgen zu können. Der daraus entstandene künstliche See hat eine Fläche von ca. 350 km² und ist somit der größte künstliche See Frankreichs.

## Persönlichkeiten
Geboren:
- Henri Salvador (* 1917; † 2008), französischer Sänger
- Jean-Claude Darcheville (* 1975), französischer Fußballspieler
- Jean-Victor Castor (* 1962), französischer Politiker

Gestorben:
- François-Louis Bourdon (* 1758; † 1798), Politiker während der Französischen Revolution.

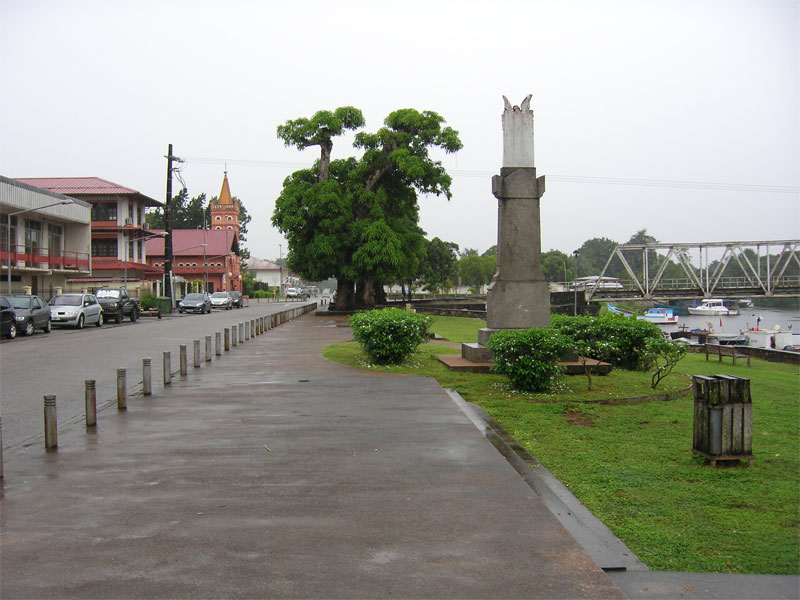
Straße in dem Marktflecken Sinnamary, rechts der gleichnamige Fluss (April 2006)